# Дашти-Мургон
Дашти-Мургон (тадж. Дашти мурғон, до марта 2022 г. – Джилонди) — село в сельском джамоате Сурхоб Лахшского района. Расстояние от села до центра района (пгт Вахдат) — 18 км, до центра джамоата (село Дуагба) — 6 км. Население — 780 человек (2017 г.), таджики. Население в основном занято сельским хозяйством.

## Этимология
Нынешнее название дашти мурғон с таджикского означает поля птиц.